# Reinout van Gendt

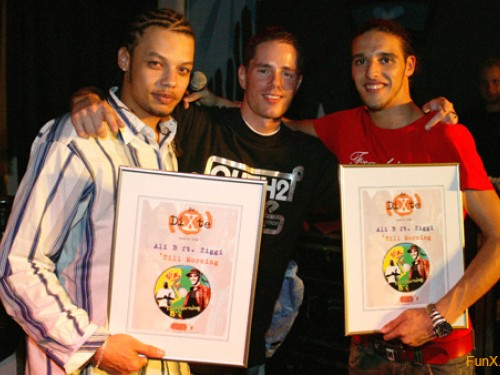
Reinout van Gendt tussen Ali B en Ziggi

Reinout 'Q-Bah' van Gendt is een Nederlands journalist, schrijver, mc en radio-dj.
Van Gendt begon zijn journalistieke carrière als verslaggever bij Nieuwe Revu. Hij werd conducteur om een undercover verhaal over de NS te maken, haalde alle voorpagina's toen hij als laatste Revu-verslaggever schrijver Gerard Reve in Machelen interviewde en maakte naam met een interview met Kelis, waarin de zangeres vertelde dat ze verloofd was met de Amerikaanse rapper Nas.
Later schreef hij als vaste redacteur voor Quote Magazine en de Quote 500. Voor het laatste tijdschrift schreef hij onder andere verhalen over Joop van den Ende, die hij meerdere keren interviewde en volgde. Voor de reguliere Quote maakte Van Gendt onder meer een reportage over Nederlandse ondernemers in Moskou, waaruit bleek dat uitgever Derk Sauer zijn miljoenenbedrijf Independent Media wilde verkopen.
Een jaar later maakte Van Gendt de overstap naar de popjournalistiek. De verslaggever was mede verantwoordelijk voor de opzet van media als StateMagazine.nl en Vibe Magazine in Nederland (samen met Saul Van Stapele en Riza Tisserand). Van Gendt schreef daarnaast wekelijks verhalen voor tijdschriften waaronder Nieuwe Revu en het Algemeen Dagblad.
Als muziekverslaggever interviewde hij veel Engelstalige artiesten. Hij was de eerste die landelijk gepubliceerde artikelen schreef over artiesten Ali B, Afrojack, Hardwell en Broederliefde. Omdat Van Gendt een Spaanstalige achtergrond heeft, werden ook Enrique Iglesias, Luis Fonsi en J Balvin door hem ondervraagd.
Momenteel werkt hij als events director en presentator bij het radiostation NPO FunX. Voor die zender zette Van Gendt mede de FunX Music Awards en de DiXte 1000-themaweek op. Voorheen was hij music director bij FunX. Van Gendt was om die reden te gast in muzieksegmenten in andere programma's, zoals De Nieuws BV en De Wereld Draait Door. Als uitvoerend artiest laat hij van zich horen op de albums van Ali B, Brace, Ziggi Recado en The Partysquad. Daarnaast staat Van Gendt als presentator op festivals als LatinVillage, Woo Hah en het Zomercarnaval.